# Уильямс, Неко
Неко Шей Уильямс (англ. Neco Shay Williams; родился 13 апреля 2001, Рексем) — валлийский футболист, правый защитник английского клуба «Ноттингем Форест» и сборной Уэльса.

## Клубная карьера
Уроженец Рексема, Уэльс, Уильямс начал тренироваться в составе футбольной академии «Ливерпуля» с шестилетнего возраста.
В основном составе «Ливерпуля» валлийский защитник дебютировал 30 октября 2019 года в матче Кубка Английской футбольной лиги против «Арсенала». 24 июня 2020 года дебютировал в Премьер-лиге, выйдя на замену Тренту Александру-Арнольду.
11 июля 2022 года перешёл в «Ноттингем Форест».

## Карьера в сборной
Выступал за сборную Уэльса до 19 лет.
3 сентября 2020 года дебютировал за главную сборную Уэльса в матче против сборной Финляндии.

## Достижения
«Ливерпуль»
- Чемпион Англии: 2019/20
- Обладатель Кубка Футбольной лиги: 2021/22
- Победитель Клубного чемпионата мира по футболу: 2019